# Agathon Wunderlich
Gottlob Friedrich Walter Agathon Wunderlich (* 12. März 1810 in Göttingen; † 21. November 1878 in Lübeck) war ein deutscher Rechtsgelehrter und Oberappellationsgerichtsrat des 19. Jahrhunderts.

## Leben
Wunderlich war der Sohn des früh verstorbenen Göttinger Professors und Altphilologen Ernst Karl Friedrich Wunderlich (1783–1816). Obwohl kein preußischer Staatsbürger, erhielt er von 1824 bis 1828 eine Freistelle an der renommierten Landesschule Pforta. Anschließend studierte er an der Universität Göttingen Philologie und Rechtswissenschaften und promovierte 1832 zum Dr. iur. utr. 1833 habilitierte er sich und trat in den hannoverschen Staatsdienst ein.
Die Aufhebung des Staatsgrundgesetzes im Königreich Hannover und die Proteste hiergegen führten zur Absetzung der Göttinger Sieben. Wunderlich nahm diese Entwicklung ebenfalls zum Anlass nach Berlin zu gehen, wo er sich in Preußen nochmals habilitierte. 1838 erhielt er durch Vermittlung von Johann Jakob Bachofen einen Ruf auf den Lehrstuhl für Römisches Recht an der Universität Basel. Die Zeit in Basel bis 1842 nutzte er für Veröffentlichungen über mittelalterliche Verfahrensrechtler.
1842 folgte er einem Ruf an die Universität Rostock, wo er alsbald als Professor Mitglied des Spruchkollegiums dieser Universität wurde und so forensisch tätig sein konnte. 1847 folgte er einem weiteren Ruf nach Halle, bevor er 1850 seine letzte Lebensstellung als Richter am Oberappellationsgericht der vier Freien Städte in Lübeck antrat, dessen Entscheidungssammlungen er auch herausgab.

## Schriften
- De antiqua litterarum obligatione. Dissertation. Göttingen 1832.
- Joannis Andreae Summula de processu iudicii / ex cod. Basil. in integrum restituit. Schweighauser, Basel 1840.
- Anecdota quae processum civilem spectant. Vandenhoeck & Ruprecht, Göttingen 1841 (Google Books).
- Tancredi Summa De Matrimonio. Vandenhoeck & Ruprecht, Göttingen 1841.
- Rechtssprüche und Gutachten der Juristen-Facultät zu Rostock. Reimer, Berlin 1846 (Google Books).
- (Hrsg.): Heises Handelsrecht. Frankfurt am Main 1858.
- Bibliotheca Wunderl.: Altera editio. Halle/Saale 1858.
- Die Jurisprudenz des Oberappellations-Gerichts der vier freien Städte Deutschlands in bürgerlichen Rechtssachen aus Lübeck 1848-64. 2 Bände. Gesenius, Bremen 1866 (Band I bei Google Books).